# Tjerk Boelens (-1673)
Tjerk Boelens of Tarquinius Boelens (mogelijk Leeuwarden, ca. 1635 - Buitenpost, 29 april 1673) was een Nederlands bestuurder.

## Biografie
Boelens was een zoon van Gaetse Boelens (†ca. 1660) en Ancke Nederhoff. Het is niet bekend waar Tjerk geboren is, al werden zijn broers gedoopt te Leeuwarden. Naast Leeuwarden groeide Tjerk ook voor een deel op in Beers waar zijn ouders de Uniastate huurden. In Leeuwarden ging hij naar de Latijnse school. Bij zijn inschrijving als student filosofie aan de universiteit van Franeker in 1653 was hij afkomstig van Leeuwarden. Vervolgens studeerde hij rechten aan de universiteit van Leiden waar hij promoveerde. In 1657 komt hij voor als advocaat.
In 1659 wordt hij benoemd tot secretaris van Wonseradeel en in datzelfde jaar komt hij met attestatie naar Bolsward. In 1660 wordt hij burger van Bolsward en in 1662, 1663 en 1668 komt hij voor als burgemeester van deze stad. In Bolsward woonde hij aan de Nieuwmarkt. Hij werd in 1669 verzocht om Hendrik Casimir II te onderwijzen in het bestuur van Friesland.
In 1670 werd Boelens geïnstalleerd als grietman van Achtkarspelen waarbij hij Livius van Scheltinga opvolgde. Dit ambt werd eerder ook bekleed door naamgenoot en verwant Tjerk Boelens.

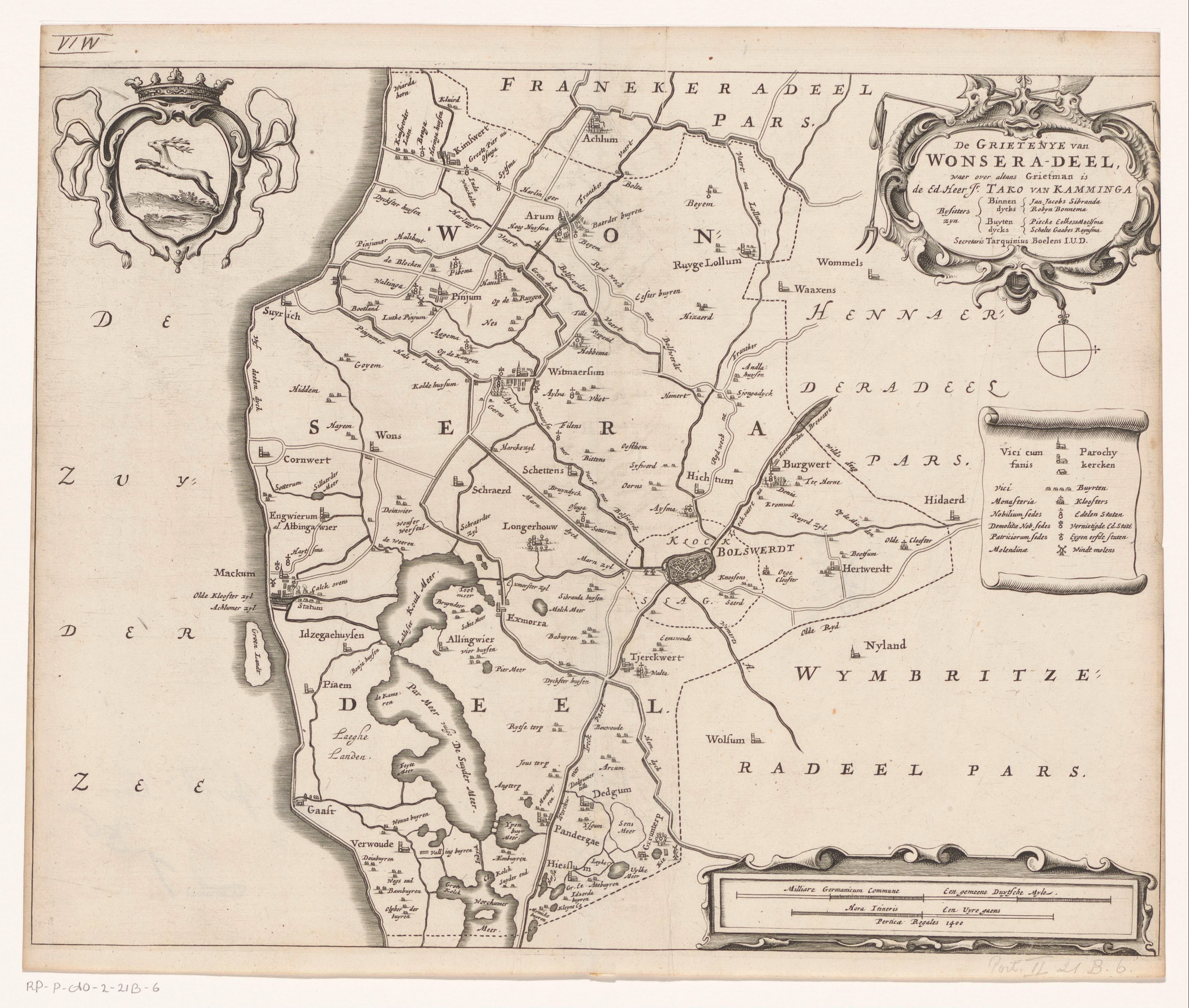
Kaart van de grietenij Wonseradeel met in de cartouche rechtsboven vermeld "Secretaris Tarquinius Boelens I.U.D."

## Huwelijk en kinderen
Boelens trouwde in 1668 te Mantgum met Anna van Andringa (1640-1718), dochter van Regnerus van Andringa, grietman van Utingeradeel, en Doedt Lycklama à Nijeholt. Het huwelijk van Tjerk en Anna bleef kinderloos. Na het overlijden van Tjerk hertrouwde Anna in 1675 met Lubbert Lycklama à Nijeholt, grietman van Ooststellingwerf.